# Armando Jorge
Armando da Silva Nunes ou Armando Jorge GOSE (Lisboa, 22 de março de 1938) é um bailarino e coreógrafo português. Recebeu por quatro vezes o Prémio Bordalo.
Dedicou-se à dança, coreografia, ensino, tendo assinado também a colaboração plástica em diversas obras. Figura de relevo no âmbito do bailado em Portugal, destaca-se como o primeiro português a dançar os papéis principais dos bailados clássicos.

## Biografia
Armando Jorge, nome artístico de Armando da Silva Nunes, nasceu 22 de março de 1938, em Lisboa, filho de Mário Victor e Maria da Apresentação (da Silva) Nunes.
Frequentou a Casa Pia de Lisboa. Diplomou-se em pintura na Escola de Belas-Artes de Lisboa. Ainda estudante de Belas-Artes, iniciou-se na dança com Margarida de Abreu, tendo feito parte, sucessivamente, do Círculo de Iniciação Coreográfica, do Grupo de Bailados Portugueses Verde Gaio, dos Grands Ballets Canadiens e, finalmente, do Ballet Gulbenkian. Na qualidade de bailarino principal destas últimas companhias, distinguiu-se no reportório clássico, tendo assinado na Gulbenkian a coreografia, cenografia e figurinos de diversas peças, entre as quais Canto da Solidão (1972). Como professor, foi chamado a estágios como mestre de bailado dos Grands Ballets Canadiens e foi diretor associado dos Ballets Jazz de Montreal.
Armando Jorge foi diretor da Companhia Nacional de Bailado (1978-1993), tendo a sua ação sido determinante na consolidação do grupo, para o qual criou algumas obras, nomeadamente Carmina Burana (1979). Também se empenhou na organização de um Centro de Formação de Bailarinos.
Armando Jorge recebeu por quatro vezes o Prémio Bordalo, todos na categoria de "Bailado". O primeiro, o Óscar da Imprensa (1962), como bailarino entregue pela Casa da Imprensa, em 1963, que também distinguiu também nessa ocasião, na mesma categoria a bailarina Isabel Santa Rosa e coreógrafa Águeda Sena. O segundo, o Prémio da Imprensa (1969), pela sua actuação nos espectáculos  Grands Balllets Canadiens realizados em terras lusas durante o XIII Festival Gulbenkian de Música. Na mesma cerimónia repetiria o par, Isabel Santa Rosa, sendo também homenageados na mesma categoria o coreógrafo Carlos Trincheiras e, como "Prémios Especiais" a bailarina Raquel Roby (Revelação) e Ana Mascolo, pelo seu papel impulsionadora do bailado em Portugal, especialmente pela sua actividade pedagógica. Por fim dois Prémios da Imprensa (1974) um como bailarino, novamente acompanhado por Isabel Santa Rosa, desta vez pelas suas participações e Giselle, e outro pela coreografia do bailado Canto da Solidão. Ainda nesta categoria foram receberam os "Prémios Revelação" Miguel Lyzarro (bailarino) e Vasco Wellenkamp (coreografia).
Em 1983, Armando Jorge foi feito Oficial da Ordem Militar de Sant'Iago da Espada a 3 de Agosto.
O bailarino, coreógrafo, cenógrafo e figurinista foi, em 22 Novembro de 2008, foi elevado pelo Presidente da República ao Grau de Grande-Oficial da Ordem Militar de Sant'Iago da Espada.